# Polycyrtus testaceus
Polycyrtus testaceus là một loài tò vò trong họ Ichneumonidae.